# Aloisius Lilius

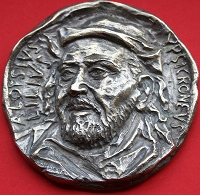
Aloisius Lilius

Aloisius Lilius (* um 1510 in Cirò, Kalabrien; † 1576 wahrscheinlich in Rom), eigentlich Luigi Lilio oder Giglio bzw. Aluise Baldassar Lilio, war ein italienischer Mediziner, Astronom und Philosoph. Er gilt als der geistige Urheber des Gregorianischen Kalenders.
Von Lilius’ frühem Leben ist praktisch nur bekannt, dass er Mediziner war, nach seinem Studienabschluss in Neapel, wo er auch Astronomie studiert hatte, nach Norditalien (Verona) gezogen war und 1552 bereits an der Universität Perugia lehrte. In diesem Jahr sei er von Kardinal Marcello Cervini, dem späteren Papst Marcellus II., als ein ausgezeichneter und hochgeachteter Professor für eine Gehaltserhöhung empfohlen worden.
Lilius machte in einem heute verschollenen Manuskript einen Vorschlag für die Kalenderreform, den sein Bruder Antonio, der Leibarzt des Papstes war, den Experten des Papstes Gregor XIII. 1575 präsentierte, zu denen u. a. die Mathematiker und Astronomen Christophorus Clavius, Pedro Chacón (1526–1581), Ignazio Danti und der Kardinal Guglielmo Sirleto gehörten. Lilius starb bald darauf 1576. Das Compendium novae rationis restituendi kalendarium, von Chacón für die Kongregation der Experten verfasst, enthält eine Zusammenfassung von Lilius’ Werk. Clavius ließ es drucken und 1577 allen christlichen Fürsten und Universitäten zur Prüfung durch kompetente Wissenschaftler zusenden. Als ein Kernelement enthält es Lilius’ neuen neunzehnjährigen Zyklus der Epakte. Schließlich übernahm die Kalender-Kongregation Lilius’ Entwurf mit nur kleinen Änderungen. Die päpstliche Bulle Inter gravissimas, mit der 1582 die Kalenderreform angeordnet wurde, erwähnt Lilius ausdrücklich als deren Urheber. Allerdings hatte Pietro Pitati bereits 1560 sehr ähnliche Überlegungen zu einer Kalenderreform angestellt.
Sein Bruder Antonio erhielt zunächst das alleinige Druckrecht für den neuen Kalender im Kirchenstaat, das ihm jedoch noch in der Einführungsphase entzogen wurde, da er nicht in ausreichender Stückzahl liefern konnte.
Der Mondkrater Lilius und der Asteroid (2346) Lilio sind nach ihm benannt.